# Prefekture Japonske
Japonska je razdeljena na 47 prefektur (都道府県, todōfuken, [todoːɸɯ̥ꜜkeɴ]), ki se uvrščajo takoj pod nacionalno vlado in tvorijo prvo raven pristojnosti in upravne delitve države. Vključujejo 43 prefektur (県, ken), dve mestni prefekturi (府, fu: Osaka in Kjoto), eno "okrožje" ali "ozemlje" (道, dō: Hokkai-dō) in eno metropolo (都, to: Tokio ). Leta 1868 je administracija subnacionalne vladne strukture v zgodnjem obdobju Meidži Fuhanken sanchisei ustanovila prve prefekture (urbani fu in podeželski ken), ki so nadomestile mestne in podeželske upravitelje (bugyō, daikan itd.) v delih države, ki jih je prej neposredno nadzoroval šogunat Tokugava in nekaj ozemelj upornikov/lojalistov šogunata, ki se niso podredili novi vladi, kot je Aizu/Vakamacu. Leta 1871 so se v prefekture preoblikovale tudi vse preostale fevdalne oblasti (han), tako da so prefekture razdelile vso državo. V več valovih teritorialne konsolidacije je do preloma stoletja nastalo današnjih 47 prefektur. V mnogih primerih so te povezane s starodavnimi japonskimi provincami ricurjo.
Glavni izvršni vodja vsake prefekture je neposredno izvoljen guverner (知事, čiji). Odloke in proračune sprejema enodomna skupščina (議会, gikai), katere člani so izvoljeni za štiri leta.
V skladu z nizom zakonov o lokalni upravi iz let 1888–1890  do dvajsetih let 20. stoletja je bila vsaka prefektura (takrat samo 3 -fu in 42 -ken; za Hokkai-dō in Okinawa-ken so do 20. stoletja veljali različni zakoni) v mesta (市, ši) in okrožja (郡, gun) ter vsako okrožje v mesta (町, čō/mači) in vasi (村, son/mura). Hokaido ima 14 podprefektur, ki delujejo kot generalni podprefekturni uradi (総合振興局, sōgō-šinkō-kjoku, Urad za celovito promocijo) in podprefekturni uradi (振興局, šinkō-kjoku, Urad za promocijo) prefekture. Nekatere druge prefekture imajo tudi podružnice, ki opravljajo prefekturne upravne funkcije zunaj glavnega mesta. Tokio, glavno mesto Japonske, je združenje mestnih-prefektur; metropola, ima značilnosti tako mest kot prefektur.

## Ozadje
Zahodna uporaba prefekture za označevanje teh japonskih regij izhaja iz uporabe besede prefeitura, ki so jo portugalski raziskovalci in trgovci v 16. stoletju uporabljali za opisovanje fevdov, na katere so tam naleteli. Prvotni pomen v portugalščini pa je bil bližji na občino kot na pokrajino. Danes Japonska uporablja besedo ken (県), ki pomeni prefektura, za identifikacijo portugalskih okrožij, medtem ko se na primer v Braziliji beseda prefeitura uporablja za označevanje mestne hiše.
Te fevde je vodil lokalni vojskovodja ali družina. Čeprav so bili fevdi že zdavnaj večkrat razstavljeni, združeni in reorganizirani ter so jim podelili zakonodajno upravljanje in nadzor, se je grobi prevod besede obdržal.
Vlada Meidži je vzpostavila sedanji sistem julija 1871 z ukinitvijo sistema han (japonsko za podroćje, domena) in vzpostavitvijo sistema prefekture (廃藩置県, haihan-ćiken). Čeprav je bilo sprva več kot 300 prefektur, od katerih so bile mnoge nekdanja ozemlja han, se je to število zmanjšalo na 72 v drugi polovici leta 1871 in 47 leta 1888. Zakon o lokalni avtonomiji iz leta 1947 je prefekturam dal več politične moči in uvedel prefekture guvernerji in parlamenti.
Leta 2003 je premier Junichiro Koizumi predlagal, da vlada konsolidira sedanje prefekture v približno 10 regionalnih držav (tako imenovani dōšūsei - predlog za organiziranje Japonske v eno okrožje (dō) Hokaido in več novih držav (šū), ki so vsaka kombinacija več prefektur). Načrt je zahteval, da ima vsaka regija večjo avtonomijo od obstoječih prefektur. Ta postopek bi zmanjšal število podprefekturnih upravnih regij in znižal upravne stroške. Japonska vlada je prav tako razmišljala o načrtu za združitev več skupin prefektur, s čimer bi ustvarila subnacionalni sistem upravne delitve, sestavljen iz med devet in 13 držav, in tem državam dala več lokalne avtonomije, kot jo prefekture trenutno uživajo. Od avgusta 2012 je bil ta načrt opuščen.

## Pooblastila
Japonska je enotna država. Osrednja vlada prenese številne funkcije (kot sta izobraževanje in policija) na prefekture in občine, vendar obdrži splošno pravico do njihovega nadzora. Čeprav izdatki lokalnih oblasti predstavljajo 70 odstotkov vseh izdatkov države, centralna država nadzoruje lokalne proračune, davčne stopnje in zadolževanje.
Funkcije prefekturne vlade vključujejo organizacijo prefekturne policije, nadzorovanje šol in vzdrževanje prefekturnih šol (predvsem srednjih šol), prefekturnih bolnišnic, prefekturnih cest, nadzorovanje prefekturnih vodnih poti in regionalno urbanistično načrtovanje. Njihove odgovornosti vključujejo naloge, ki jim jih prenese nacionalna vlada, kot je vzdrževanje večine običajnih državnih cest (razen v določenih večjih mestih), prefekture pa usklajujejo in podpirajo svoje občine pri njihovih funkcijah. De facto so bile prefekture in občine pogosto manj avtonomne, kot nakazuje formalni obseg zakona o lokalni avtonomiji, ker
- jih je večina močno odvisnih od financiranja centralne vlade – odvisnost, ki se je nedavno v mnogih regijah še povečala zaradi demografskega prehoda, ki močneje / zgodaj prizadene podeželje, saj ga lahko mesta delno nadomestijo z migracijo s podeželja in
- na številnih področjih politik je osnovni okvir strogo določen z nacionalnimi zakoni, prefekture in občine pa so avtonomne samo znotraj tega okvira.

## Tipi prefektur
Zgodovinsko gledano je v obdobju Edo Tokugava šogunat okoli devetih največjih mest na Japonskem ustanovil cone, ki so jim vladale bugjō (奉行支配地), drugod pa 302 območji, ki so jim vladale občine (郡代支配地). Ko je vlada Meidži leta 1868 začela ustvarjati prefekturni sistem, je devet območij, v katerih vlada bugjō, postalo fu (府), medtem ko so območja, v katerih vladajo občine in ostala območja, v katerih vlada bugyo, postala ken (県). Kasneje, leta 1871, je vlada Tokio, Osako in Kjoto označila za fu, ostale fu pa je znižala na status ken. Med drugo svetovno vojno leta 1943 je Tokio postal to, nova vrsta psevdoprefekture.
Kljub razlikam v terminologiji je med štirimi vrstami lokalnih oblasti malo funkcionalnih razlik. Podnacionalne vlade se v japonščini včasih imenujejo todōfuken (都道府県, [todoːɸɯ̥ꜜkeɴ]), kar je kombinacija štirih izrazov.

### Fu
Prefekturi Osaka in Kjoto se imenujeta fu (府, izgovorjeno [ɸɯꜜ], ko je ločena beseda, vendar [ꜜɸɯ], ko je del polnega imena prefekture, npr. [kʲoꜜːto] in [ɸɯꜜ] postaneta [kʲoːtoꜜɸɯ]). Klasična kitajska pismenost, iz katere je to izpeljano, pomeni osrednje mestno območje nacionalnega pomena. Pred drugo svetovno vojno so za fu in ken veljali različni zakoni, vendar je bilo to razlikovanje po vojni odpravljeno in obe vrsti prefektur sta zdaj funkcionalno enaki.

### Ken
43 od 47 prefektur se imenuje ken (県, izgovorjeno [keꜜɴ], ko je ločena beseda, vendar [ꜜkeɴ], ko je del polnega imena prefekture, npr. [aꜜitɕi] in [keꜜɴ] postaneta [aitɕi̥ꜜkeɴ]). Klasična kitajska pismenka, iz katere je to izpeljano, nosi podeželsko ali provincialno konotacijo, analogna črka pa se uporablja za sklicevanje na okrožja Kitajske, okrožja Tajvana in okrožja Vietnama.

### Dō
Hokaidō se imenuje dō (道, [doꜜː]) ali krožje. Ta izraz je bil prvotno uporabljen za označevanje japonskih regij, sestavljenih iz več provinc - so bile prvostopenjske upravne enote Japonske od 600-ih do 1868. (npr. regija vzhodne obale Tōkaidō in regija zahodne obale Saikaido). To je bila tudi zgodovinska uporaba oznak na Kitajskem. (V Koreji se ta zgodovinska raba uporablja še danes in se je ohranila v obdobju japonske vladavine.)
Hokkai-dō (北海道, [hokkaꜜidoː]), edini preostali dō danes, ni bil eden od prvotnih sedmih dō (v predmoderni dobi je bil znan kot Ezo - japonski izraz, ki se je v zgodovini uporabljal za ozemlja severno od japonskega otoka Honšu). Njegovo trenutno ime naj bi izviralo po Macuri Takeširo (1818 – 1888), zgodnjem japonskem raziskovalcu otoka. Ker Hokaido ni sodil v obstoječo klasifikacijo dō, je bil za to ustvarjen nov dō.
Vlada Meidžija je Hokkaidō prvotno razvrstila kot »odposlanstvo naselbine« (開拓使, kaitakuši), kasneje pa je otok razdelila na tri prefekture (Saporo, Hakodate in Nemuro). Ti so bili leta 1886 združeni v en sam departma Hokaido (北海道庁, Hokkaido-chō) na ravni prefekture, vendar bolj organiziran po ozemlju. Leta 1947 je bil departma razpuščen in Hokaido je postal polnopravna prefektura. Pripona -ken ni bila nikoli dodana njenemu imenu, zato je pripona -dō postala razumljena kot prefektura.
Ko je bil Hokaidō vključen, je bil promet na otoku še premalo razvit, zato je bila prefektura razdeljena na več podprefektur (支庁, šičō), ki so lahko izpolnjevale upravne naloge prefekturne vlade in držale strog nadzor nad razvijajočim se otokom. Te subprefekture obstajajo še danes, čeprav imajo veliko manj moči, kot so jo imele pred in med drugo svetovno vojno. Zdaj obstajajo predvsem za urejanje papirologije in drugih birokratskih nalog.
Prefektura Hokaido je tehnično gledano odvečen izraz, ker dō sam po sebi označuje prefekturo, čeprav se občasno uporablja za razlikovanje vlade od samega otoka. Vlada prefekture se imenuje vlada Hokaidō in ne vlada prefekture Hokaidō.

### To
Tokio se imenuje (都, [toꜜ]), kar se pogosto prevaja kot metropola. Japonska vlada skoraj v vseh primerih prevaja Tōkyō-to (東京都, [toːkʲoꜜːto]) kot tokijska metropola, vlada pa se uradno imenuje tokijska metropolitanska vlada.
Po kapitulaciji šogunata Edo leta 1868 je bil ustanovljen Tōkyō-fu (mestna prefektura, kot sta Kjoto in Osaka) in je obsegal nekdanje mestno območje Edo pod Fuhanken sanchisei. Po ukinitvi sistema han v prvem valu prefekturnih združitev leta 1871/72 je bilo več okoliških območij (deli prefektur Urava, Kosuge, Šinagava in Hikone) združenih v Tokio in po sistemu (oštevilčenih) »velikih okrožij in majhnih okrožij« (daiku-šōku), je bilo razdeljeno na enajst velikih okrožij, nadalje razdeljenih na 103 majhna okrožja, od katerih je šest velikih okrožij (97 majhnih okrožij) pokrivalo nekdanje mestno območje Edo. Ko so bila starodavna okrožja ricurjo leta 1878 ponovno aktivirana kot upravne enote, je bil Tokio razdeljen na 15 [urbanih] okrožij (-ku) in sprva šest [podeželskih] okrožij (-gun; devet po prenosu Tame iz Kanagave leta 1893, osem po združitev East Tame in Južni Tošime v Tojota leta 1896). Mestna in podeželska okrožja so bila, kot povsod po državi, nadalje razdeljena na urbane enote/mesta/soseske (-čō/-mači) in podeželske enote/vasi (-mura/-son). Še neinkorporirane skupnosti na otoških skupinah Izu (prej del Šizuoke) in Ogasavara (prej neposredno pod upravo ministrstva za notranje zadeve) so postale del Tokia v 19. stoletju. Ko so bile moderne občine – [od okrožja neodvisna] mesta in [podeželska] okrožja, ki vsebujejo mesta in vasi – uvedene v skladu z zakoni Jamagata-Mosse o lokalni upravi in je bila leta 1889 izvedena sočasna Velika Meidži združitev, je 15 -kujev postalo podrejenih Tokio mesto, sprva edino neodvisno mesto Tokio (-shi), šest podeželskih okrožij Tokia pa je bilo združenih v 85 mest in vasi. Leta 1893 so tri četrti Tama in njihovih 91 mest in vasi postale del Tokia. Ko so se predmestja Tokia v začetku 20. stoletja hitro povečala, so se številna mesta in vasi v Tokiu z leti združila ali povečala. Leta 1932 je bilo pet popolnih okrožij z 82 mesti in vasmi združenih v Tokio in organiziranih v 20 novih okrožjih. Do leta 1940 sta bili v Tokiu še dve mesti: Hachiōji (mesto) in Tačikava (mesto).
Leta 1943 je bilo mesto Tokio ukinjeno, Tōkyō-fu je postal Tōkyō-to, 35 okrajev Tokyo-shi pa je ostalo 35 okrajev Tokyo-to, vendar so podobčinski organi okrajev Tokyo-shi, ki so prej spadali neposredno pod občino, zdaj ukinjeno, spadali neposredno pod prefekturo ali zdaj »metropolitansko« oblast. Vsa druga mesta, kraji in vasi v Tokio-fu so ostala mesta, kraji in vasi v Tokio-to. Cilj reorganizacije je bil utrditi upravljanje območja okoli prestolnice z odpravo dodatne ravni oblasti v Tokiu. Prav tako se guverner ni več imenoval chiji, ampak chōkan (~»vodja/šef [običajno: osrednje vladne agencije]«) kot na Hokaidoju). Osrednja vlada je želela imeti večji nadzor nad vsemi lokalnimi vladami zaradi vse slabšega položaja Japonske v drugi svetovni vojni – na primer vsi župani v državi so postali imenovani kot v dobi Meidži – in zlasti nad Tokiom zaradi možnosti izrednih razmer v metropoli.
Po vojni je bila Japonska prisiljena ponovno decentralizirati Tokio v skladu s splošnimi pogoji demokratizacije, začrtanimi v Potsdamski deklaraciji. Številne posebne vladne značilnosti Tokia so v tem času izginile in okraji so v desetletjih po predaji dobivali vse bolj občinski status. Današnji posebni oddelki se administrativno skoraj ne razlikujejo od drugih občin.
Povojne reforme so močno spremenile tudi zemljevid Tokia: leta 1947 je bilo 35 oddelkov reorganiziranih v 23 posebnih oddelkov, ker je veliko prebivalcev umrlo med vojno, zapustilo mesto ali pa so bili vpoklicani in se niso vrnili. V okupacijskih reformah naj bi bili posebni oddelki, vsak s svojimi izvoljenimi skupščinami (kugikai) in župani (kučō), enakovredni drugim občinam, tudi če še vedno veljajo nekatere omejitve. (Med okupacijo je na primer obstajala namenska občinska policijska agencija za 23 posebnih oddelkov/nekdanje mesto Tokio, vendar komisije za javno varnost posebnih oddelkov niso imenovale vlade posebnih oddelkov, ampak vlada celotne »metropole«. Leta 1954 so bile neodvisne občinske policijske enote na splošno ukinjene po vsej državi in prefekturna / »metropolitanska« policija v Tokiu je ponovno odgovorna za celotno prefekturo / »metropolis« in je tako kot vse prefekturne policije pod nadzorom prefekture / »metropolitanske« komisija za javno varnost, katere člane imenujeta guverner prefekture / »metropolitanskega« in skupščina. Toda kot del "obratne smeri" v 1950-ih so bile nekatere od teh novih pravic odpravljene, najbolj očiten ukrep je bila zavrnitev neposredne izvoljeni župani. Nekatere od teh omejitev so bile čez desetletja spet odpravljene. Toda šele leta 2000 so bili posebni oddelki v celoti priznani kot enote na občinski ravni.
Neodvisno od teh korakov, ko je urbana rast Tokia med povojnim gospodarskim čudežem znova zajela tempo in je večina glavnega otoškega dela tokijske "metropole" postala vse bolj osrednji del metropolitanskega območja Tokia, so številne druge občine v Tokiu prenesle nekaj njihove pristojnosti metropolitanski vladi. Na primer, tokijska gasilska služba, ki je bila do leta 1960 odgovorna le za 23 posebnih oddelkov, je do danes prevzela občinske gasilske službe v skoraj celotnem Tokiu. Skupna vladna struktura za celotno metropolitansko območje Tokia (in ne samo za zahodna predmestja posebnih oddelkov, ki so del tokijske prefekture/metropole), kot so jo zagovarjali nekateri politiki, kot je nekdanji guverner Kanagave Šigefumi Macuzava, ni bila vzpostavljena. Obstoječi medprefekturni forumi za sodelovanje med lokalnimi vladami v tokijskem metropolitanskem območju so Združenje regionalnih guvernerjev Kantō (Kantō chihō chijikai)  in "vrh v Šutokenu" (formalno "konferenca" izvršnih direktorjev devetih prefektur in mest", 9 to-ken-shi shunō kaigi). Vendar ti sami po zakonu o lokalni avtonomiji niso lokalni javni subjekti in funkcij nacionalne ali lokalne uprave ni mogoče neposredno prenesti nanje, za razliko od Zveze kansajskih vlad (Kansai kōiki-rengō), ki jo je ustanovilo več prefekturnih vlad v regiji Kansai.
Obstaja nekaj razlik v terminologiji med Tokiom in drugimi prefekturami: policija in gasilci se na primer imenujejo chō (庁) namesto honbu (本部). Toda edina funkcionalna razlika med Tōkyō-to in drugimi prefekturami je ta, da Tokio upravlja tako z oddelki kot z mesti. Danes, ker imajo posebni oddelki skoraj enako stopnjo neodvisnosti kot japonska mesta, je razlika v upravi med Tokiom in drugimi prefekturami precej majhna.
V Osaki je več vidnih politikov na čelu s Tōrujem Hashimotom, takratnim županom mesta Osaka in nekdanjim guvernerjem prefekture Osaka, predlagalo načrt metropole Osaka, po katerem bi mesto Osaka in morda druga sosednja mesta nadomestili posebni oddelki, podobni Tokiu. Načrt je bil tesno poražen na referendumu leta 2015 in ponovno leta 2020.

## Seznam prefektur
Različni sistemi razčlenjevanja oblikujejo načine, na katere se dojemajo japonske prefekture:

### Po japonskem ISO
Prefekture so pogosto združene v osem regij (Chihō). Te regije niso uradno določene, nimajo izvoljenih uradnikov, niti niso pravne osebe. Toda praksa razvrščanja prefektur glede na njihovo geografsko regijo je tradicionalna. Ta vrstni red se odraža v kodiranju Japonske mednarodne organizacije za standardizacijo (ISO). Od severa proti jugu (oštevilčenje v vrstnem redu ISO 3166-2:JP) so prefekture Japonske in z njimi povezane regije:
- Hokaido   1. Hokaido
- Tohoku   1. Aomori
  2. Ivate
  3. Mijagi
  4. Akita
  5. Jamagata
  6. Fukušima
- Kanto   1. Ibaraki
  2. Točigi
  3. Gunma
  4. Saitama
  5. Čiba
  6. Tokio
  7. Kanagava
- Čubu   1. Nigata
  2. Tojama
  3. Išikava
  4. Fukui
  5. Jamanaši
  6. Nagano
  7. Gifu
  8. Šizuoka
  9. Aiči
- Kansai   1. Mie
  2. Šiga
  3. Kjoto
  4. Osaka
  5. Hjogo
  6. Nara
  7. Vakajama
- Čugoku   1. Totori
  2. Šimane
  3. Okajama
  4. Hirošima
  5. Jamaguči
- Šikoku   1. Tokušima
  2. Kagava
  3. Ehime
  4. Koči
- Kjušu   1. Fukuoka
  2. Saga
  3. Nagasaki
  4. Kumamoto
  5. Oita
  6. Mijazaki
  7. Kagošima
  8. Okinava

### Pregled
Privzeti abecedni vrstni red v tej tabeli je mogoče spremeniti tako, da odraža tradicionalne japonske regije in razčlenjevanje ISO..
| Prefektura        | Glavno mesto       | Regija  | Glavni otok   | Št. prebivalcev (2020) | Površina (km2) | Gostota (na km2) | Okrožje | Občine | ISO   | Območna koda |
| ----------------- | ------------------ | ------- | ------------- | ---------------------- | -------------- | ---------------- | ------- | ------ | ----- | ------------ |
| Aiči · 愛知県     | Nagoja 名古屋市    | Čubu    | Honšu         | 7.542.415              | 5173,07        | 1458             | 7       | 54     | JP-23 | 052          |
| Akita · 秋田県    | Akita 秋田市       | Tohoku  | Honšu         | 959.502                | 11.637,52      | 82,4             | 6       | 25     | JP-05 | 018          |
| Aomori · 青森県   | Aomori 青森市      | Tohoku  | Honšu         | 1.237.984              | 9645,64        | 128,3            | 8       | 40     | JP-02 | 017          |
| Čiba 千葉県       | Čiba 千葉市        | Kanto   | Honšu         | 6.28.480               | 5157,57        | 1218.50          | 6       | 54     | JP-12 | 043          |
| Ehime 愛媛県      | Macujama 松山市    | Šikoku  | Šikoku        | 1.334.841              | 5676,19        | 235,2            | 7       | 20     | JP-38 | 089          |
| Fukui 福井県      | Fukui 福井市       | Chūbu   | Honšu         | 766.863                | 4190.52        | 183              | 7       | 17     | JP-18 | 077          |
| Fukuoka 福岡県    | Fukuoka 福岡市     | Kjušu   | Kjušu         | 5.135.214              | 4986,51        | 1029,80          | 12      | 60     | JP-40 | 092          |
| Fukušima 福島県   | Fukušima 福島市    | Tōhoku  | Honšu         | 1.833.152              | 13.784,14      | 133              | 13      | 59     | JP-07 | 024          |
| Gifu 岐阜県       | Gifu 岐阜市        | Čubu    | Honšu         | 1.978.742              | 10.621,29      | 186,3            | 9       | 42     | JP-21 | 058          |
| Gunma 群馬県      | Maebaši 前橋市     | Kanto   | Honšu         | 1.939.110              | 6362,28        | 304,8            | 7       | 35     | JP-10 | 027          |
| Hirošima 広島県   | Hirošima 広島市    | Čugoku  | Honšu         | 2.799.702              | 8479,65        | 330,2            | 5       | 23     | JP-34 | 082          |
| Hokaido 北海道    | Saporo 札幌市      | Hokaido | Hokaido       | 5.224.614              | 83.424,44      | 66,6             | 66      | 180    | JP-01 | 011–016      |
| Hjogo 兵庫県      | Kobe 神戸市        | Kansai  | Honšu         | 5.465.002              | 8401,02        | 650,5            | 8       | 41     | JP-28 | 073          |
| Ibaraki 茨城県    | Mito 水戸市        | Kantol  | Honšu         | 2.867.009              | 6097,39        | 470,2            | 7       | 44     | JP-08 | 029          |
| Išikava 石川県    | Kanazava 金沢市    | Čubu    | Honšu         | 1.132.526              | 4186,21        | 270,5            | 5       | 19     | JP-17 | 076          |
| Ivate 岩手県      | Morioka 盛岡市     | Tohoku  | Honšu         | 1.210.534              | 15.275,01      | 79,2             | 10      | 33     | JP-03 | 019          |
| Kagava 香川県     | Takamacu 高松市    | Šikoku  | Šikoku        | 950.244                | 1876,78        | 506,3            | 5       | 17     | JP-37 | 087          |
| Kagošima 鹿児島県 | Kagošima 鹿児島市  | Kjušu   | Kjušu         | 1.588.256              | 9187,06        | 172,9            | 8       | 43     | JP-46 | 099          |
| Kanagava 神奈川県 | Jokohama 横浜市    | Kanto   | Honšu         | 9.237.337              | 2416,11        | 3823,20          | 6       | 33     | JP-14 | 045          |
| Koči 高知県       | Kooči 高知市       | Šikoku  | Šikoku        | 691.527                | 7103,63        | 97,3             | 6       | 34     | JP-39 | 088          |
| Kumamoto 熊本県   | Kumamoto 熊本市    | Kjušu   | Kjušu         | 1.738.301              | 7409,46        | 234,6            | 9       | 45     | JP-43 | 096          |
| Kjoto 京都府      | Kjoto 京都市       | Kansai  | Honšu         | 2,578.087              | 4612,20        | 559              | 6       | 26     | JP-26 | 074          |
| Mie 三重県        | Cu 津市            | Kansai  | Honšu         | 1.770.254              | 5774,49        | 306,6            | 7       | 29     | JP-24 | 059          |
| Mijagi 宮城県     | Sendai 仙台市      | Tohoku  | Honšu         | 2.301.996              | 7282,29        | 316,1            | 10      | 35     | JP-04 | 022          |
| Mijazaki 宮崎県   | Mijazaki 宮崎市    | Kjušu   | Kjušu         | 1.069.576              | 7735,22        | 138,3            | 6       | 26     | JP-45 | 098          |
| Nagano 長野県     | Nagano 長野市      | Čubu    | Honšu         | 2.048.011              | 13.561,56      | 151              | 14      | 77     | JP-20 | 026          |
| Nagasaki 長崎県   | Nagasaki 長崎市    | Kjušu   | Kjušu         | 1.312.317              | 4130,98        | 317,7            | 4       | 21     | JP-42 | 095          |
| Nara 奈良県       | Nara 奈良市        | Kansai  | Honšu         | 1.324.473              | 3690,94        | 358,8            | 7       | 39     | JP-29 | 074          |
| Nigata 新潟県     | Nigata 新潟市      | Čubu    | Honšu         | 2.201.272              | 12.583,96      | 174,9            | 9       | 30     | JP-15 | 025          |
| Oita 大分県       | Oita 大分市        | Kjušu   | Kjušu         | 1.123.852              | 6340,76        | 177,2            | 3       | 18     | JP-44 | 097          |
| Okajama 岡山県    | Okajama 岡山市     | Čugoku  | Honšu         | 1.888.432              | 7114,33        | 265,4            | 10      | 27     | JP-33 | 086          |
| Okinava 沖縄県    | Naha 那覇市        | Kjušu   | Otočje Rjukju | 1.467.480              | 2282,59        | 642,9            | 5       | 41     | JP-47 | 098          |
| Osaka 大阪府      | Osaka 大阪市       | Kansai  | Honšu         | 8.837.685              | 1905,32        | 4638,40          | 5       | 43     | JP-27 | 06x          |
| Saga 佐賀県       | Saga 佐賀市        | Kjušu   | Kjušu         | 811.442                | 2440,69        | 332,5            | 6       | 20     | JP-41 | 095          |
| Saitama 埼玉県    | Saitama さいたま市 | Kanto   | Honšu         | 7.344.765              | 3797,75        | 1.934            | 8       | 63     | JP-11 | 048          |
| Šiga 滋賀県       | Ocu 大津市         | Kansai  | Honšu         | 1.413.610              | 4017,38        | 351,9            | 3       | 19     | JP-25 | 077          |
| Šimane 島根県     | Macue 松江市       | Čugoku  | Honšu         | 671.126                | 6707,89        | 100,1            | 5       | 19     | JP-32 | 085          |
| Šizuoka 静岡県    | Šizuoka 静岡市     | Čubu    | Honšu         | 3,633.202              | 7777,35        | 467,2            | 5       | 35     | JP-22 | 054          |
| Točigi 栃木県     | Ucunomija 宇都宮市 | Kanto   | Honšu         | 1,933.146              | 6408,09        | 301,7            | 5       | 26     | JP-09 | 028          |
| Tokušima 徳島県   | Tokušima 徳島市    | Šikoku  | Šikoku        | 719.559                | 4146,75        | 173,5            | 8       | 24     | JP-36 | 088          |
| Tokio 東京都      | Tokio 新宿区       | Kanto   | Honšu         | 14.047.594             | 2194,03        | 6402,60          | 1       | 39     | JP-13 | 03x 042      |
| Totori 鳥取県     | Totori 鳥取市      | Čugoku  | Honšu         | 553.407                | 3507,14        | 157,8            | 5       | 19     | JP-31 | 085          |
| Tojama 富山県     | Tojama 富山市      | Čubu    | Honšu         | 1.034.814              | 4247,58        | 243,6            | 2       | 15     | JP-16 | 076          |
| Vakajama 和歌山県 | Vakajama 和歌山市  | Kansai  | Honšu         | 922.584                | 4724,65        | 195,3            | 6       | 30     | JP-30 | 075          |
| Jamagata 山形県   | Jamagata 山形市    | Tohoku  | Honšu         | 1.068.027              | 9323,15        | 114,6            | 8       | 35     | JP-06 | 023          |
| Jamaguči 山口県   | Jamaguči 山口市    | Čugoku  | Honšu         | 1.342.059              | 6112,54        | 219,6            | 4       | 19     | JP-35 | 083          |
| Jamanaši 山梨県   | Kofu 甲府市        | Čubu    | Honšu         | 809.974                | 4465,27        | 181,4            | 5       | 27     | JP-19 | 055          |